# غيري فينكلر
غيري فينكلر (بالألمانية: Geri Winkler)‏ هو متسلق جبال نمساوي، ولد في 13 أبريل 1956 في فيينا في النمسا.